# Sociedad para el Avance del Pensamiento Crítico
La Sociedad para el Avance del Pensamiento Crítico, abans Alternativa Racional a las Pseudociencias, és una entitat espanyola sorgida en 1986 (a imitació de la CSICOP americana),. que proposa a les persones que afirmen que han patit experiències paranormals, o que defensen alguna pseudociència, que se sotmetin a un experiment per demostrar-ne la validesa, mitjançant el mètode científic. Els seus membres es declaren escèptics amb aquests fenòmens, que veuen com il·lusions falses o intents de guanyar diners. Alguns dels col·laboradors més coneguts són Fernando Savater, Gustavo Bueno o Victòria Camps i Cervera. L'ARP publica un butlletí periòdic, llibres divulgatius i materials per a treballar a les escoles.
El nom original de l'associació era Alternativa Racional a las Pseudociencias. Les seves sigles mantenen encara una referència a aquest nom (ARP-SAPC).